# Ansouri
Ansouri är en ort i Burkina Faso.   Den ligger i provinsen Province du Bam och regionen Centre-Nord, i den centrala delen av landet, 110 kilometer norr om huvudstaden Ouagadougou. Ansouri ligger 355 meter över havet och antalet invånare är 331.
Terrängen runt Ansouri är platt. Närmaste större samhälle är Horé, 10,0 kilometer öster om Ansouri.
Trakten runt Ansouri består i huvudsak av gräsmarker. Runt Ansouri är det ganska tätbefolkat, med 120 invånare per kvadratkilometer.